# IC 486
IC 486 — галактика типу SBa (компактна витягнута галактика) у сузір'ї Близнята.
Цей об'єкт міститься в оригінальній редакції індексного каталогу.